# Walter Kohut
Walter Kohut (auch Walter Kohout und Walter Korth; * 20. November 1927 in Wien; † 18. Mai 1980 in Innsbruck) war ein österreichischer Schauspieler.

## Leben
Kohut war in erster Ehe mit der Schauspielerin Elfriede Irrall und in zweiter Ehe mit der Schauspielerin Immy Schell, der Schwester von Maria Schell, verheiratet.

## Theater
Gemeinsam mit Helmut Qualtinger, den er im Zweiten Weltkrieg bei den Flakhelfern kennengelernt hatte, gründete Kohut 1944 in Wien die „Mozart-Bühne“. Erste Premiere war das Stück Nur keck von Johann Nepomuk Nestroy.
Kohut war nach dem Zweiten Weltkrieg am Wiener Volkstheater engagiert und spielte dort 1947 als 20-Jähriger an der Seite von Oskar Werner den Arthur in Verwirrung der Jugend von Eugene O’Neill (Regie: Günther Haenel), den Stiefsohn Adolf in Johann Nepomuk Nestroys Zu ebener Erde und erster Stock (Regie: Gustav Manker, 1948) und unter der Direktion von Leon Epp ab 1952 den Kubich in Der Prozeß nach Franz Kafka (Regie: Leon Epp, 1952). Es folgte, jeweils unter Gustav Mankers Regie, die Rolle des melancholischen Sohns Guido in Johann Nestroys Das Haus der Temperamente (1953), Julius Fint in Nestroys Mein Freund (1955), Nachtkellner Rocky Pioggi in der österreichischen Erstaufführung von Eugene O’Neills Der Eismann kommt (1955), Der Heutige in Max Frischs Die Chinesische Mauer (1956), Tischler Leim in Nestroys Der böse Geist Lumpazivagabundus (mit Fritz Muliar und Harry Fuss, 1957), Jimmy Porter in der österreichischen Erstaufführung von John Osbornes Blick zurück im Zorn (1958) und Napoleon Bonaparte in Hermann Bahrs Josephine (mit Blanche Aubry als Josephine de Beauharnais, 1959).
Im Jahr 1959 feierte Kohut als Franz Moor in Friedrich Schillers Die Räuber im Wiener Volkstheater auf einer zweigeteilten Simultanbühne unter Gustav Mankers Regie seinen größten schauspielerischen Erfolg. Nach Zwistigkeiten wegen einer abgelehnten Rolle wechselte er 1960 ans Theater in der Josefstadt, wo er bis 1963 Ensemblemitglied war. Er verkörperte dort u. a. den Glumow in Alexander Ostrowskis Komödie Junger Mann macht Karriere (1961), den Chris Keller in Arthur Millers Alle meine Söhne (1961), Hugo in Jean-Paul Sartres Die schmutzigen Hände (1961) und Signor Ponza in Luigi Pirandellos So ist es – ist es so? (1962). Im Jahr 1962 spielte Kohut am Wiener Raimundtheater den Valentin in Ferdinand Raimunds Der Verschwender (mit Hilde Sochor als Rosa), inszenierte selbst im Theater an der Wien Nestroys Der böse Geist Lumpazivagabundus mit Fritz Holzer als Knieriem, Georg Trenkwitz als Zwirn und Peter Gruber als Leim und zog sich dann gänzlich vom Theater zurück.
Hans Weigel schrieb über Kohut in einer Kritik: „Walter Kohut... so famos, daß dieses Wort schon fast lästerlich klingt, da kein Superlativ übertrieben wäre. ‚Ich hab noch den Kohut gesehen‘ werden unsere Kinder ihren Enkeln mit bewegter Stimme erzählen.“ 1957 hieß es zu Nestroys Der böse Geist Lumpazivagabundus am Volkstheater: Walter Kohut als Leim „rückt von Gnaden der Darstellung eine blasse Randfigur ins Zentrum und gewinnt ungeahnte Perspektiven.“

## Film und Fernsehen
Sein Leinwanddebüt gab Walter Kohut 1949. Von 1961 war er bis zu seinem Tod in zahlreichen Filmproduktionen – oft als Hauptdarsteller – zu sehen. Einem breiten Publikum bekannt wurde er durch seinen Part in dem Film Supermarkt (1973), für den er 1974 den Deutschen Filmpreis erhielt. In dem international besetzten Kriegsepos Die Brücke von Arnheim (Regie: Richard Attenborough) spielte er neben Maximilian Schell und Dirk Bogarde die Rolle des deutschen Generalfeldmarschalls Walter Model. 1978 spielte er zuletzt unter Peter Patzaks Regie den Wiener Gemüsehändler Karl Kassbach in Kassbach (Drehbuch: Helmut Zenker, nach seinem Roman Kassbach oder Das allgemeine Interesse an Meerschweinchen), Mitglied der rechtsextremistischen Organisation „Initiative“, die zahlreiche kleinere terroristische Anschläge im Wiener Raum plant und durchführt.
Berühmt wurde Kohuts Darstellung des Alfred in der Fernsehverfilmung von Ödön von Horváths Geschichten aus dem Wiener Wald an der Seite von Hans Moser, Helmut Qualtinger und Johanna Matz (1961, Regie: Erich Neuberg). Im Fernsehen trat Kohut später auch häufig in populären Krimiserien auf, wie Der Kommissar, Tatort („Der Feinkosthändler“, 1978) und in der Folge Drohbriefe von Kottan ermittelt (1979, Regie: Peter Patzak). 

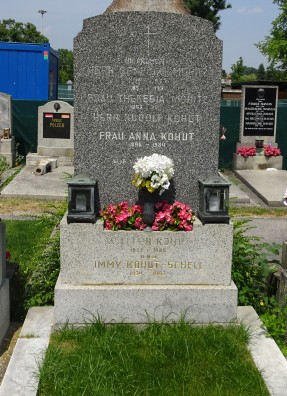
Grabstätte von Walter Kohut

## Tod
Kohut erlitt während der Dreharbeiten zu dem Film Panische Zeiten am 14. Jänner 1980 einen Kreislaufkollaps und starb wenige Monate darauf, ohne das Bewusstsein wiedererlangt zu haben.
Seine letzte Ruhestätte ist auf dem Friedhof Mauer in Wien (Gruppe 29, Reihe 2, Nummer 7) an der Seite seiner Frau.

## Filmografie (Auswahl)
- 1958: Heiratskandidaten
- 1958: Hallo Taxi
- 1961: Geschichten aus dem Wiener Wald (TV)
- 1962: Frühere Verhältnisse (TV)
- 1963: Der Bockerer (TV)
- 1964: Das vierte Gebot (TV)
- 1966: Italienische Nacht (TV)
- 1966: In Frankfurt sind die Nächte heiß
- 1967: Kurzer Prozeß
- 1967: Verräter (TV-Dreiteiler)
- 1967: Der Renegat (TV)
- 1967: Mittsommernacht
- 1967: Heißes Pflaster Köln
- 1967: Umsonst
- 1968: Das Kriminalmuseum: Das Goldstück (TV)
- 1968: Tragödie auf der Jagd (TV)
- 1969: Der Talisman (TV)
- 1970: Die Delegation (TV)
- 1970: Der Fall Regine Krause
- 1971: Der Fall Eleni Voulgari (TV)
- 1971: Komische Geschichten mit Georg Thomalla (TV)
- 1972: Tatort: Münchner Kindl (TV)
- 1972: Dem Täter auf der Spur: Ohne Kranz und Blumen (TV)
- 1973: Supermarkt
- 1973: Der Fußgänger
- 1973: Gott schützt die Liebenden
- 1974: Die Antwort kennt nur der Wind
- 1974: Der kleine Doktor: Der Dieb der Diebe (TV)
- 1974: Der Scheingemahl (TV)
- 1975: Eurogang: Die letzte Lieferung (TV)
- 1976: Lobster (TV-Serie, Episode 4: Handschellen)
- 1976: Vier gegen die Bank
- 1976: Die 21 Stunden von München
- 1977: Die Brücke von Arnheim (A Bridge Too Far)
- 1977: Unendlich tief unten (TV)
- 1977: Die Kette (TV)
- 1978: Die gläserne Zelle
- 1978: Tatort: Der Feinkosthändler (TV)
- 1979: Kassbach
- 1979: Blutspur (Bloodline)
- 1979: Theodor Chindler
- 1979: Kottan ermittelt "Drohbriefe" (Hr. Reitmayr)
- 1980: Die Undankbare
- 1980: Panische Zeiten

## Hörspiele
- 1955: Die Unbekannte aus der Seine von Ödön von Horváth (mit Hans Putz, Hilde Sochor, Otto Schenk, Regie: Erich Neuberg)
- 1961: Jan Rys: Verhöre (Passant) – Regie: Fritz Schröder-Jahn (Hörspiel – NDR)
- 1962: Alfred Hartner: Richter Justus Veit  (Dr. Flotter) – Regie: Alfred Hartner (Hörspiel – ORF Wien)
- 1965 sprach Kohut für den NDR in Arthur Schnitzlers Anatol neben Michael Heltau als Anatol die Rolle des Max.

Quellen: ARD-Hörspieldatenbank und Ö1-Hörspieldatenbank
Kohut nahm auch Texte des Marquis de Sade auf Schallplatte auf.